# 第一靈魂伴侶
《第一靈魂伴侶》（韓語：짝 1호）為韓國女子音樂組合F-ve Dolls單曲，且此單曲收錄在其第三張迷你專輯《First Love》之中，此單曲由核心內容媒體在2013年7月29日發行。

## 創作背景
2013年7月，MBK旗下女子組合5dolls以「F-ve Dolls」為新的團名重新出發，專輯主打曲由二段橫踢操刀，改組的新成員包含孝榮、承希、The SeeYa成員連卿、慧沅、銀敎及娜妍。釋出預告照後，核心內容媒體代表對外表示此次回歸是F-ve Dolls睽違兩年的回歸，歌曲創作帶來了復古與迪斯可風格。7月10日，F-ve Dolls受媒體報導指出其預告照造型使人聯想到知名歌手瑪丹娜及瑪麗蓮·夢露。7月25日，核心內容媒體公布F-ve Dolls新曲音樂錄影帶預告，F-ve Dolls受訪表示此次新曲想挑戰T-ara單曲Roly-Poly的紀錄，並表示該曲是由新沙洞老虎所作，與此次回歸的曲風有著不同的概念。

## 音樂錄影帶
在F-ve Dolls回歸樂壇前夕，核心內容媒體釋出了新曲的音樂錄影帶預告，F-ve Dolls在音樂錄影帶的預告中展現出一股巨星感。而此次的新作的音樂錄影帶由車恩澤擔任導演，成員的造型搭配音樂呈現復古風格，而音樂錄影帶的背景則是採用60年代好萊塢電影拍攝現場。7月30日，核心內容媒體釋出音樂錄影帶製作花絮。

## 曲目列表
| 數位音源： | 數位音源：             | 數位音源： | 數位音源：               | 數位音源： |
| 曲序       | 曲目                   |            | 作曲                     | 时长       |
| ---------- | ---------------------- | ---------- | ------------------------ | ---------- |
| 1.         | 第一靈魂伴侶（原版）   | 二段橫踢   | 二段橫踢、Ichiro Suezawa | 3:59       |
| 2.         | 第一靈魂伴侶（混音版） |            | 二段橫踢                 | 3:42       |

## 發行及銷售

### 發行紀錄
| 單曲              | 日期          | 形式     | 發行公司          |
| ----------------- | ------------- | -------- | ----------------- |
| 《第一靈魂伴侶 》 | 2013年7月30日 | 數位下載 | MBK Entertainment |

### 排行與銷量
| 榜單名稱（2013年）           | 最高排名 |
| ---------------------------- | -------- |
| Gaon数字榜                   | 62       |
| Gaon單曲下載榜               | 62       |
| Billboard韓國K-pop百強單曲榜 | 44       |

| 國家          | 最終銷量 |
| ------------- | -------- |
| 韓國 （數位） | 27,106+  |